# 2 Days to Vegas
2 Days to Vegas (укр. 2 дні у Вегасі) — запланована відеогра жанру пригодницького бойовика з елементами автомобільної аркади. Дія гри розгортається в декількох містах США, протягом двох діб. Гра вийде можливо в 2012 році.

## Сюжет
Відсидівши три роки у в’язниці, головний герой Віні виходить на свободу зі стійким бажанням почати життя з чистого аркуша. Однак, його брат Тоні потрапляє в серйозну халепу і змушує Віні на два дні відкласти початок свого «нового» життя.

## Розробка
Гру почали розробляти ще в 2003 році в компанії Glasgow studios, підрозділі компанії Steel Monkeys. Коли британський підрозділ закрився, розробку ігри продовжила мінський підрозділ. У тому ж році, гра була анонсована.
26 серпня, 2006 року, компанія Steel Monkeys повідомила що вона буде використовувати AGEIA PhysX SDK та NovodeX Physics, як графічний рушій для ігри. А також, компанія буде використовувати рушій SpeedTreeRT SDK, розроблений компанією IDV Inc. На Game Developers Conference в 2007 році, компанія Steel Monkeys показала перші скріншоти з ігри.
11 лютого 2009, Steel Monkeys підтвердив, що гра в розробці, журналу IGN.
За даними офіційного сайту Steel Monkeys, гра в розробці.

## Замороження проекту
У мережі з'явилася інформація, що гра не вийде, до липня 2012 року нових медіа матеріалів не з'явилося, офіційних новин на сайті гри немає. Наразі гра так і не вийшла і є замороженою.